# Paradactylopodia serrata
Paradactylopodia serrata är en kräftdjursart som beskrevs av Lang 1965. Paradactylopodia serrata ingår i släktet Paradactylopodia och familjen Thalestridae. Inga underarter finns listade i Catalogue of Life.